# EXE2BIN
EXE2BIN ist ein Kommandozeilenprogramm für MS-DOS und IBM DOS. Das für Entwickler gedachte Hilfsprogramm erzeugt ein Arbeitsspeicherabbild einer MZ-Datei (MS-DOS-EXE-Datei).
In den 1980er-Jahren wurde das Hilfsprogramm zusammen mit vielen Compilern für MS-DOS sowie mit einigen Versionen von IBM DOS und MS-DOS mitgeliefert. Es war auch in 32-Bit-Versionen von Windows NT weiterhin vorhanden.
Frühe Compiler und Linker konnten keine COM-Datei direkt erstellen, vielmehr erzeugten sie eine Datei im EXE-Format, die Verwaltungsinformationen enthält (MZ-Datei). Beansprucht eine EXE-Datei nur ein 8086-Segment, so konnte EXE2BIN diese in eine COM-Datei konvertieren.
EXE2BIN kann auch dazu verwendet werden, kompilierten Code in ein ROM zu übertragen (beispielsweise für BIOS oder einen Gerätetreiber).